# Pogonochloa
Pogonochloa és un gènere monotípic de plantes de la subfamília de les cloridòidies, família de les poàcies La seva única espècie: Pogonochloa greenwayi C.E.Hubb., és originària de Sud-àfrica.
Pogonochloa greenwayi va ser descrita per Charles Edward Hubbard i publicat a Hooker's Icones Plantarum 35: t. 3421. 1940.

## Descripció
Són plantes perennes cespitoses amb tiges de 30-90 cm d'alt; herbàcies; no ramificades a dalt. Canya amb nodes glabres. Entrenusos del culm sòlids. Plantes desarmades. Brots jove intravaginals amb fulles en la seva majoria basals; no auriculades. La làmina de la fulla lineal (dura, glauca); estreta; generalment plegada; sense glàndules multicel·lulars abaxials; sense venació; laminatge en la gemma. Lígula present; una membrana amb serrells (estret); truncat; 0.3 mm de llarg. Contra-lígula absent. Plantes bisexual, amb espiguetes bisexuals i amb flors hermafrodites.